# Janina Omańkowska
Janina Antonina Omańkowska (ur. 12 czerwca 1859 w Srebrnikach, zm. 24 sierpnia 1927 w Królewskiej Hucie) – polska publicystka, działaczka społeczna i polityczna na Górnym Śląsku, posłanka na Sejm Śląski I kadencji w II RP oraz jego marszałek senior.

## Życiorys
Urodziła się w patriotycznej i katolickiej rodzinie nauczycielskiej Roberta i Elżbiety z Karlińskich. Mieszkała z wujem Karlińskim w majątku wydzierżawionym z dóbr Kórnickich. Egzamin nauczycielski zdała jako eksternistka w seminarium męskim w Bydgoszczy. Początkowo pracowała jako nauczycielka domowa w polskich dworach na terenie Wielkopolski. Działaczka oświatowa i charytatywna m.in. w ramach „Warty” – Towarzystwa Przyjaciół Wzajemnego Pouczania się oraz Opieki nad Dziećmi. Prowadziła tajne nauczanie, wygłaszała odczyty, zakładała biblioteki, przeciwdziałała germanizacji. Zaangażowana w działalność poznańskiej Czytelni dla Kobiet.
Jej propolską postawę oraz działalność niepodległościową dobitnie ocenił prezydent policji w Poznaniu w swym raporcie – „bezczelna politykująca polska kobieta, niezwykle zręczna w działaniu i w mowie, która wtyka swój nos wszędzie, zakładając stowarzyszenia, pisząc broszury, agitując, która przysporzy państwu pruskiemu sporo kłopotów”.
W 1900 aresztowana za nauczanie dzieci polskiego oraz rozdawanie polskich elementarzy. Po głośnym procesie osadzona w więzieniu, wyszła za kaucją po 3 dniach. Jak podkreślała ówczesna prasa, stała się symbolem – „męczennicą sprawy polskiej”. Publicznie solidaryzował się z jej postawą m.in. Jan Kasprowicz.
Po śmierci wuja, w 1902 przeprowadziła się do Bytomia. Rok później w zarządzie pierwszej na Śląsku organizacji kobiecej – Towarzystwa Kobiet Polskich w Bytomiu; działaczka Czytelni dla Kobiet w Katowicach. W 1904 organizatorka wiecu kobiet w Bytomiu, następnie założycielka Czytelni „Iskra” oraz Towarzystwa Śpiewaczego „Sobótka” dla dziewcząt w Bytomiu. W 1907 r. była organizatorką wiecu kobiet w Katowicach, podczas którego mówiła m.in. o potrzebie samokształcenia się Polek. W 1914 wraz z Felicją Chmielewską i Stefanią Eckertową zainicjowała powstanie w Bytomiu Związku Towarzystw Kobiecych, skupiającego wszystkie działające na Śląsku organizacje kobiece. Od 1914 była jego wieloletnią przewodniczącą. W 1920 organizacja zmieniła nazwę na Związek Towarzystw Polek na Górnym Śląsku. W 1916 Omańkowska była członkinią założycielka komitetu w Bytomiu, który powstał w celu pomocy mieszkańcom Śląska, którzy doświadczyli wojny. W 1918 założycielka szkółki polskiej w Bytomiu dla ok. 400 dzieci. Od 1918 członek Powiatowej Rady Ludowej w Bytomiu; pod koniec roku w składzie Naczelnej Rady Ludowej w Poznaniu. Uczestniczka poznańskiego Polskiego Sejmu Dzielnicowego.
Dziennikarka, podczas pobytu w Wielkopolsce publikowała w „Gońcu Wielkopolskim” oraz „Pracy”. Po przeprowadzce na Śląsk publikowała m.in. w „Głosie Śląskim” (m.in. dodatek dla dzieci „Przyjaciel Dziatwy”) w Gliwicach; redagowała „Ziarno”, dodatek do „Straży nad Odrą”. W 1902 roku objęła redakcję tygodnika „Gwiazda”, m.in. redagując dodatek dla dzieci „Promyk”. Autorka wielu publikacji dla dzieci, m.in. Śpiewniczka dla dziatwy polskiej (Poznań, 1902), gawęd przyrodniczo-literackich Miłe śpiewaki naszych pól, gajów i ogrodów, ich życie i obyczaje (1903). Od 1905 przez wiele lat związana z „Katolikiem”; redagowała m.in. dodatek dla kobiet „Rodzina” oraz dodatek dla dzieci „Dzwonek”. Podczas akcji plebiscytowej współzałożycielka i redaktor „Głosu Polek”, wydawanego przez Polski Komisariat Plebiscytowy.
Uczestniczka powstań śląskich; podczas II powstania m.in. zorganizowała w swoim mieszkaniu biuro Czerwonego Krzyża przy Komisji Plebiscytowej. Wygłaszała liczne prelekcje, publicznie występowała w obronie polskości Śląska, prawa do oświaty dla ubogich. Podczas III powstania śląskiego zorganizowała akcję aprowizacyjną dla powstańców. Po jej odezwie, opublikowanej w „Katoliku”, kobiety licznie angażowały się do pomocy w Powstaniu jako kurierki, sanitariuszki oraz zakładały kuchnie polowe dla powstańców.
Pod koniec stycznia 1921 organizatorka Zjazdu Towarzystw Polek na Śląsku, z udziałem półtora tysiąca kobiet ze Śląska, a także z Warszawy, Wilna, Lwowa i Krakowa. Była pierwszą członkinią honorową Narodowej Organizacji Kobiet.
Po podziale Śląska przez krótki okres mieszkała nadal w niemieckiej części Bytomia. Po ataku niemieckiej bojówki na jej mieszkanie, zmuszona do przeprowadzki. W czerwcu 1922 zamieszkała w Królewskiej Hucie (obecnie Chorzów), początkowo przy ul. Sienkiewicza 11, później przy ul. Wolności 22. Nadal publikowała w bytomskim „Katoliku”, pisała podręczniki szkolne, propagowała nauczanie języka polskiego, m.in. w ramach działalności w Stowarzyszeniu „Samopomoc”. Współpracowała z Chrześcijańską Demokracją, Wojciechem Korfantym.
Z ramienia ChD sprawowała mandat poselski na Sejm Śląski I kadencji w latach 1922–1927. Jako marszałek senior przewodziła obradom jego inauguracyjnej sesji, do czasu wyboru Konstantego Wolnego na stanowisko marszałka. W 1922 r. była drugą kobietą na świecie (po Litwince Gabrielle Petkevičaitė w 1920 r.), która  poprowadziła obrady parlamentu.
Jeszcze przed upływem I kadencji Sejmu Śląskiego, 24 sierpnia 1927, zmarła po długiej chorobie w Królewskiej Hucie (obecnie Chorzów). Pochowana na cmentarzu parafii św. Jadwigi. Władze Chorzowa nadały jej imię jednej z ulic miasta.
Po jej śmierci mandat posła na Sejm objął Grzegorz Śliwa.

## Ordery i odznaczenia
- Krzyż Kawalerski Orderu Odrodzenia Polski (28 kwietnia 1926)[9]
- Odznaka gen. J. Hallera „Za służbę narodową” (1921)

## Upamiętnienie
Jej imię nosi ulica w Chorzowie (dawniej Królewskiej Hucie), Gliwicach oraz od 1973 r. ulica w Poznaniu (dzielnica Jeżyce). W sierpniu 2018 r. Sejmik Województwa Ślaskiego przyjął oświadczenie, w którym oddał hołd janinie Omańkowskiej, ...pierwszej kobiecie na świece, która otworzyła obrady parlamentu regionalnego – Sejmu Śląskiego w Katowicach.
Jest jedną z 30 bohaterek wystawy „60 na 100. SĄSIADKI. Głosem Kobiet o powstaniach śląskich i plebiscycie” poświęconej roli kobiet w śląskich zrywach powstańczych i akcji plebiscytowej (2019; koncepcję wystawy, scenariusz i materiały przygotowała Małgorzata Tkacz-Janik, a grafiki Marta Frej) oraz jedną z bohaterek filmu 5 kobiet Sejmu Śląskiego – fabularyzowanego dokumentu według pomysłu Małgorzaty Tkacz-Janik w reżyserii Macieja Marmoli oraz Kamila Niesłonego.